# Пиеро Дрого
Пиеро Дрого на италиански: Piero Drogo е бивш пилот от Формула 1. Роден на 8 август 1926 г. в Виняле Монферато, Италия.

## Формула 1
Пиеро Дрого прави своя дебют във Формула 1 в Голямата награда на Италия през 1960 г. В световния шампионат записва 1 състезания като не успява да спечели точки, състезава се с частен Купър.